# Torreilles
Torreilles település Franciaországban, Pyrénées-Orientales megyében. Lakosainak száma 3793 fő (2022. január 1.). Torreilles Le Barcarès, Saint-Laurent-de-la-Salanque, Claira, Villelongue-de-la-Salanque és Sainte-Marie-la-Mer községekkel határos.

## Népesség
A település népessége az elmúlt években az alábbi módon változott:
| Lakosok száma | 3487 | 3798 | 3869 | 3812 | 3825 | 3839 | 3854 | 3821 | 3793 |
|               | 2013 | 2015 | 2016 | 2017 | 2018 | 2019 | 2020 | 2021 | 2022 |